# Рибна крамничка
«Рибна крамничка» (англ. The Fishmonger's Shop) — картина італійського майстра 16 століття Бартоломео Пассаротті (1529-1592). 
Майбутній художник народився в місті Болонья. У 1551—1560 роках працював в місті Рим. Спочатку у архітектора Віньоли, а потім в майстерні художника Таддео Цуккарі. 1560 року художник повернувся до рідної Болоньї, де облаштував художню майстерню, не пориваючи зв'язків з Римом.
Робив релігійні композиції, наслідуючи знахідки римського маньєризму. Самостійнішим був в портретах. Не соромився включати в портрети побутові деталі чи зображення тварин. Пізніше, коли імена портретованих ним осіб загубилися, це дало підстави називати його портрети за фахом — «Ботанік», «Секретар вельможі», «Лютнист». Одним з перших серед італійських митців звернувся до створення натюрмортів з жанровими додатками ( «Рибна крамничка», «Продавці в м'ясній крамниці»), що нагадували подібні композиції нідерландських майстрів, серед яких Пітер Артсен та Йоахим Бейкелар. Як і нідерландські майстри, Пассаротті вводив у власні композиції простонародні типи, іноді досить реалістичні чи брутальні. Зазвичай ці персонажі мають підкорену роль в композиціях з великими натюрмортами, головують — не вони.
В картині «Рибна крамничка» Пассаротті ретельно відтворював морських істот і риб, навіть таких екзотичних, як фугу. В плетених кошиках — ще живі черепахи і ціла колекція мушель. На одній з мушель художник подав і маленьке зображення горобця, що слугував зашифрованим підписом митця на картинах.